# Jaz Różanka
Jaz Różanka – jaz z zamknięciem sektorowym, położony we Wrocławiu, wybudowany w ramach Stopnia Wodnego Różanka. Jaz piętrzy wody rzeki Odry na jej odnodze, tzw. Starej Odrze, przy czym położony jest w 5,15 km jej biegu. Jaz wybudowany został w latach 1913–1914, w ramach inwestycji z zakresu hydrotechniki, polegającej na budowie nowej drogi wodnej przeprowadzonej przez miasto w ramach Wrocławskiego Węzła Wodnego, tzw. Wrocławskiego Szlaku Głównego oraz nowego systemu przeciwpowodziowego dla miasta. Pierwotnie był to jaz kozłowo-iglicowy. Obecny jaz wybudowany w miejscu poprzedniego, to jaz z zamknięciami sektorowymi. Budowa nowego jazu została przeprowadzona w latach 1976–1981.

## Funkcje
Jaz reguluje stany wody:
- stan wody górnej dla Śluzy Różanka[a],
- stan wody dolnej dla Śluzy Zacisze[b].

Na rzece:
- powyżej położony jest:
  - Jaz Zacisze[b], na Kanale Powodziowym, jest on obecnie wyłączony z eksploatacji; na tym kanale poprzednim, eksploatowanym jazem, jest Jaz Bartoszowice[c],
  - Jaz Psie Pole[d], na Starej Odrze,
- poniżej położony jest Jaz Rędzin[e],
- równorzędnie, na Odrze Śródmiejskiej położone są jazy: Jaz Elektrowni Wodnej Wrocław II, Jaz Elektrowni Wodnej Wrocław II, elektrowni wodnych: południowej i północnej[f].

Jaz przegradza koryto Starej Odry:

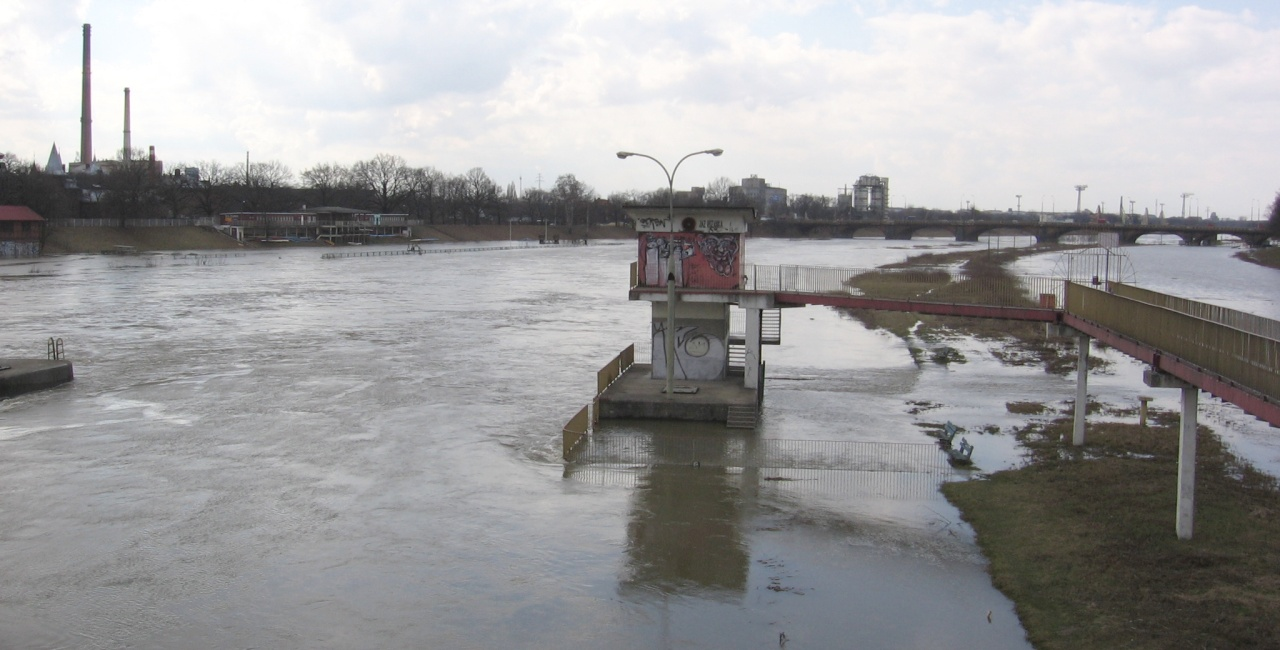
Jaz Różanka podczas wezbrania, budynek sterowni i kładka

- lewy brzeg stanowi grobla, rozdzielająca Starą Odrę od Kanału Miejskiego, na koronie której przebiega Ulica Pasterska[g].
- prawy brzeg stanowi grobla, rozdzielająca Starą Odrę od Kanału Różanka[h].

## Charakterystyka
Jest to jaz trójprzęsłowy, wykonany w technologii żelbetowej. Przęsła mają po 25 m, co daje 75 m całkowitego światła jazu dla przeprowadzania wód. Wszystkie przęsła wyposażone są w zamknięcia sektorowe. Spad przy normalnym piętrzeniu wynosi 2,3 m. Ponadto jaz wyposażony jest w sterownię, w przyczółku prawym, oraz przepławkę dla ryb, w przyczółku lewym. Jaz położony jest poniżej Mostów Trzebnickich. Budynek sterowni połączony jest z mostem za pomocą kładki udostępnionej wyłącznie obsłudze jazu.